# IGBT

Simbologia do IGBT

Seção vertical de uma célula IGBT

Circuito equivalente

Curva característica de um IGBT

O nome IGBT, é uma sigla de origem na Língua Inglesa e significa insulated-gate bipolar transistor ou, em Português transistor bipolar de porta isolada. O IGBT é um semicondutor de potência que alia as características de chaveamento dos transistores bipolares com a alta impedância dos MOSFETs apresentando baixa tensão de saturação e alta capacidade de corrente. O IGBT destaca-se por possuir alta eficiência e rápido chaveamento. Atualmente é muito utilizado em equipamentos modernos como carros elétricos ou híbridos, trens, aparelhos de ar condicionado e fontes chaveadas de alta potência. Devido a seu projeto que permite rápido chaveamento (liga/desliga), encontra aplicação também em amplificadores e geradores que necessitam sintetizar formas de onda complexa através de PWM e filtros passa-baixa.
O IGBT é uma invenção recente. A primeira geração de dispositivos desse tipo na década de 1980 e início dos anos 90 possuíam chaveamento relativamente lento e seu desligamento (corte na condução) não ocorria enquanto existisse corrente fluindo (característica conhecida na língua inglesa como latchup). A segunda geração de IGBT apresentava melhoria e atualmente, os dispositivos de terceira geração são muito melhores com velocidade de chaveamento equiparada à dos MOSFETs além de excelente tolerância à sobrecarga e durabilidade.
Basicamente, o IGBT pode ser analisado também como um mosfet acionando um transistor bipolar. Este arranjo apresenta um tiristor parasita, que normalmente é ignorado devido ao avanço tecnológico realizado na construção do componente, que não apresenta mais este inconveniente.

## Comparação entre IGBT e MOSFET de potência
Um característica do IGBT é uma significativa baixa queda de tensão, comparada ao MOSFET convencional em dispositivos com taxa de bloqueio elevada. Como a taxa de tensão de bloqueio tanto do MOSFET quanto do IGBT crescem, a profundidade da região de condução tipo n deve aumentar e a dopagem deve diminuir, resultando em uma relação quadrática bruta decrescente na região de condução vs a capacidade de tensão de bloqueio do dispositivo. Pela injeção de cargas minoritárias ( lacunas ) da região do coletor p+ na região de condução n-,o IGBT não pode conduzir na direção inversa.
No circuito em ponte, onde o fluxo da corrente inversa é necessário, um Diodo é colocado em paralelo com o IGBT para conduzir a corrente no sentido contrário. O custo não muito alto devido a alta tensão, onde o uso do IGBT domina, pequenos Diodos são mais eficientes que o corpo de Diodo do MOSFET.